# Prva makedonska fudbalska liga 2023-2024
La Prva makedonska fudbalska liga 2023-2024 è stata la 32ª edizione della massima serie del campionato macedone di calcio, iniziata il 6 agosto 2023 e con termine avvenuto il 19 maggio 2024. Lo Struga è la squadra campione in carica, avendo vinto il titolo per la prima volta nella sua storia, si è confermata campione anche in questa stagione per la seconda volta nella sua storia.

## Stagione

### Novità
La stagione precedente è stata giocata ad 11 squadre a causa del ritiro del Renova per problemi finanziari. Al termine della stagione sono retrocesse il Pobeda, undicesimo classificato, e lo Skopje, decimo e sconfitto negli spareggi promozione-retrocessione.
Dalla Vtora Liga sono invece state promosse direttamente il Voska Sport e il Gostivar, prime due classificate, insieme con il Vardar vincitore degli spareggi promozione-retrocessione.

### Formula
Le 12 squadre partecipanti si sfidano in un girone di andata-ritorno-andata per un totale di 33 giornate. Al termine del campionato la prima classificata è designata campione della Macedonia e ammessa al primo turno di qualificazione della UEFA Champions League 2024-2025. Le squadra seconda e terza classificate vengono ammesse al primo turno di qualificazione della UEFA Conference League 2024-2025. Le ultime due classificate vengono retrocesse direttamente in Vtora Liga, mentre la decima classificata affronta la terza classificate in Vtora Liga in uno spareggio promozione/retrocessione.

## Squadre partecipanti
| Squadra          | Città                  | Stadio                       | Stagione precedente   |
| ---------------- | ---------------------- | ---------------------------- | --------------------- |
| Brera Strumica   | Strumica               | Stadio Blagoj Istatov        | 9° in Prva Liga       |
| Bregalnica Štip  | Štip                   | Stadio municipale            | 5° in Prva Liga       |
| Gostivar         | Gostivar               | Stadio municipale            | 2° in Vtora Liga      |
| Makedonija G.P.  | Skopje                 | Stadion Gjorche Petrov       | 7° in Prva Liga       |
| Rabotnički       | Skopje                 | Arena nazionale Toše Proeski | 8° in Prva Liga       |
| Sileks Kratovo   | Kratovo                | Gradski Stadion Kratovo      | 4° in Prva Liga       |
| Shkupi           | Čair, comune di Skopje | Stadio Chair                 | 2° in Prva Liga       |
| Škendija         | Tetovo                 | Ecolog Arena                 | 3° in Prva Liga       |
| Struga           | Struga                 | Stadio Gradska Plaža         | Campione di Macedonia |
| Tikveš Kavadarci | Kavadarci              | Gradski Stadion Kavadarci    | 6° in Prva Liga       |
| Vardar           | Skopje                 | Arena nazionale Toše Proeski | 3° in Vtora Liga      |
| Voska Sport      | Ocrida                 | SRC Biljanini Izvori         | 1° in Vtora Liga      |

### Allenatori e primatisti
| Squadra          | Allenatore       | Calciatore più presente | Cannoniere                                                          |
| ---------------- | ---------------- | ----------------------- | ------------------------------------------------------------------- |
| Brera Strumica   | Giovanni Valenti | 14 giocatori            | Agron Rufati (1) Georgije Jankulov (1) Vane Krstevski (1)           |
| Bregalnica Štip  | Goran Zdravkov   | 13 giocatori            | Dimitrij Dimitrijevski (1) Collin Anderson (1)                      |
| Gostivar         | Murat Daban      | 12 giocatori            |                                                                     |
| Makedonija G.P.  | Goran Simov      | 13 giocatori            | Aleksej Slavkov (1)                                                 |
| Rabotnički       | MIlan Ilievski   | 14 giocatori            | Mevlan Murati (1) Georg Stojanovski (1) Atdhe Mazari (1)            |
| Sileks Kratovo   | Gorazd Mihajlov  | 14 giocatori            | Stefan Milosavljević (1) Antonio Kalanoski (1) Marjan Ristovski (1) |
| Shkupi           | Cihat Arslan     | 10 giocatori            | Darko Ilieski (1) Niltinho (1)                                      |
| Škendija         | Adrian Nuhiu     | 14 giocatori            | Almir Aganspahić (1)                                                |
| Struga           | Shpëtim Duro     | 16 giocatori            | Marjan Radeski (1) Senad Jarović (1)                                |
| Tikveš Kavadarci | Gjorgji Mosjov   | 13 giocatori            | Ivan Ivanovski (2)                                                  |
| Vardar           | Boban Grnčarov   | 13 giocatori            |                                                                     |
| Voska Sport      | Milan Radović    | 9 giocatori             |                                                                     |

## Classifica
|                               | Pos. | Squadra          | Pt | G  | V  | N  | P  | GF | GS | DR  |
| ----------------------------- | ---- | ---------------- | -- | -- | -- | -- | -- | -- | -- | --- |
| Macedonia del Nord (bandiera) | 1.   | Struga           | 64 | 33 | 20 | 4  | 8  | 56 | 33 | +23 |
|                               | 2.   | Škendija         | 64 | 33 | 18 | 10 | 5  | 55 | 27 | +28 |
|                               | 3.   | Shkupi           | 62 | 33 | 17 | 11 | 5  | 42 | 23 | +19 |
|                               | 4.   | Tikveš Kavadarci | 44 | 33 | 12 | 8  | 13 | 41 | 40 | +1  |
|                               | 5.   | Sileks Kratovo   | 42 | 33 | 10 | 13 | 10 | 36 | 40 | -4  |
|                               | 6.   | Gostivar         | 42 | 33 | 9  | 15 | 9  | 32 | 38 | -6  |
|                               | 7.   | Brera Strumica   | 42 | 33 | 11 | 9  | 13 | 34 | 33 | +1  |
|                               | 8.   | Rabotnički       | 42 | 33 | 12 | 6  | 15 | 29 | 34 | -5  |
|                               | 9.   | Voska Sport      | 42 | 33 | 10 | 12 | 11 | 37 | 41 | -4  |
|                               | 10.  | Vardar           | 37 | 33 | 10 | 7  | 16 | 28 | 43 | -15 |
|                               | 11.  | Makedonija G.P.  | 29 | 33 | 8  | 5  | 20 | 29 | 44 | -15 |
|                               | 12.  | Bregalnica Štip  | 28 | 33 | 6  | 10 | 17 | 27 | 50 | -23 |

Legenda:
      Campione di Macedonia e ammessa al Primo Turno Preliminare della  UEFA Champions League 2024-2025
      Ammessa ai Turni Preliminari della  UEFA Conference League 2024-2025
      Retrocesse in  Vtora Liga 2024-2025
Regolamento:
Tre punti per la vittoria, uno per il pareggio, zero per la sconfitta.